# شبكة كرات مصفوفة صغيرة برقاقة مقلوبة

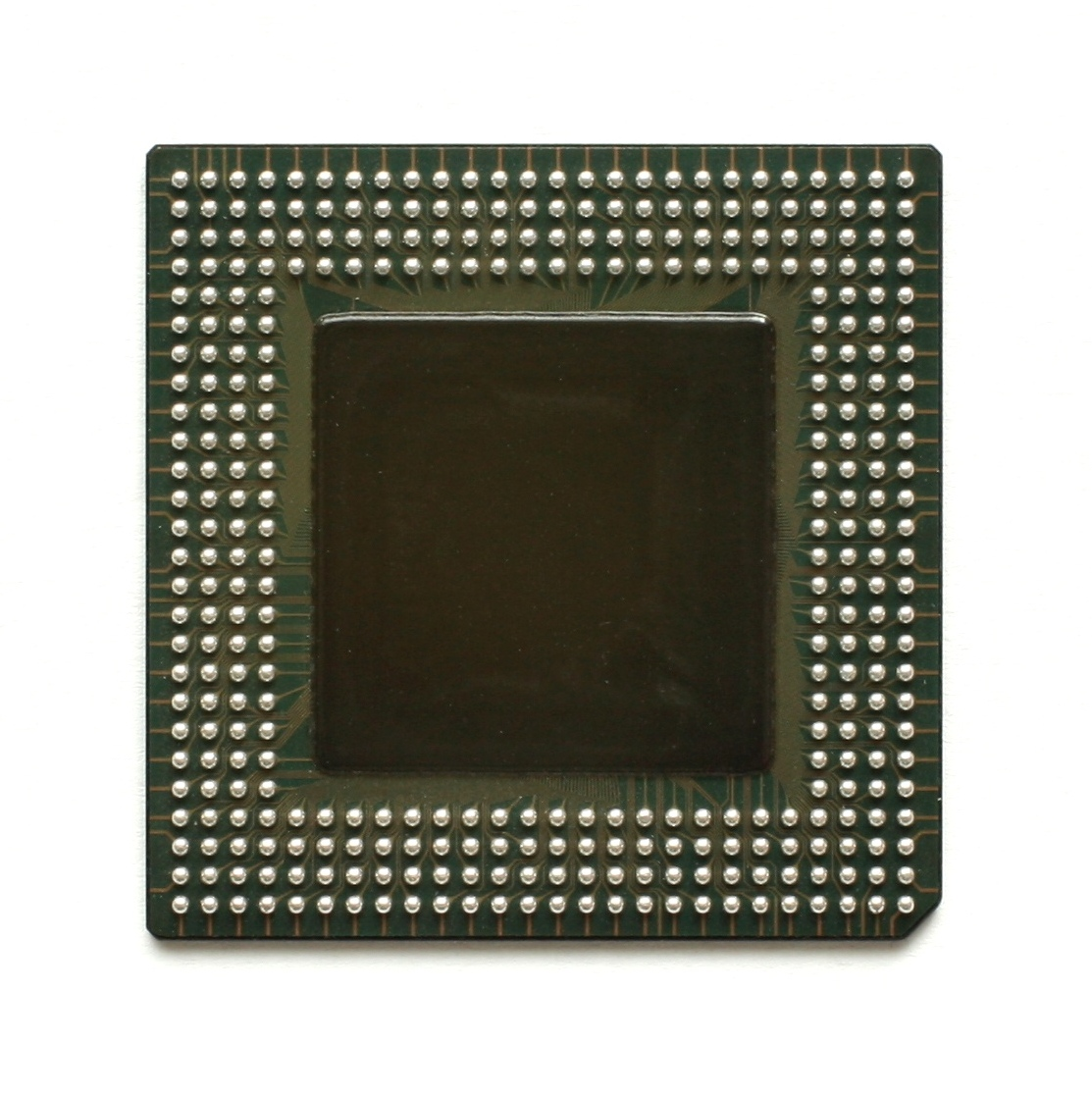

شبكة كرات مصفوفة صغيرة برقاقة مقلوبة (بالإنجليزية: Micro-Flip Chip Ball Grid Array)‏ وهي نوع من شبكة كرات مصفوفة مستخدمة حاليا من قبل بعض وحدات إنتل لتوصيل وحدتها بلوحة الأم. تم إتلقها إلى جانب وحدات إنتل من نوع موبايل سيليرون من طراز كوبر ماين (Coppermine) واستبدلت تكنولوجيا شبكة كرات مصفوفة-2 (BGA2) المستخدمة في وحدات بنتيوم 3 موبايل من الطراز نفسه. وهي تحتوي على 479 كرة معدنية بحجم 0.78 ميلي متر وموزعة بشكل يشبه توزيع إبر شبكة إبر مصفوفة. وميزة هذه التقنية أنه مثل تقنية شبكة إبر مصفوفة برقاقة مقلوبة حيث تكون الدارة المتكاملة موصولة من وجهاها الأعلى بوحدة المعالجة مما يكشف أسفلها. ويأمن هذا الأسلوب التماس مباشر مع المبرد.

## اقرأ أيضا
- شبكة كرات مصفوفة
- شبكة إبر مصفوفة برقاقة مقلوبة

## وصلات خارجية
- http://processorfinder.intel.com/
- http://support.intel.com/support/processors/sb/CS-009863.htm
- http://support.intel.com/support/processors/procid/pix/FCBGABottom.jpg